# Henrique Ribeiro de Córdova
Henrique Ribeiro de Córdova (Lages, 1809 — Lages, 3 de maio de 1883) foi um político brasileiro.
Foi coronel comandante superior da Guarda Nacional de Lages e Curitibanos.
Foi deputado à Assembleia Legislativa Provincial de Santa Catarina na 15ª legislatura (1864 — 1865).